# Бетехтин, Анатолий Георгиевич
Анатолий Георгиевич Бетехтин (24 февраля [8 марта] 1897, Стрига, Великоустюгский район — 20 апреля 1962, Москва, РСФСР, СССР) — советский учёный-геолог, минералог и профессор. Академик АН СССР (1953). Лауреат Сталинской (1947) и Ленинской (1958) премий.

## Биография
Родился 24 февраля (8 марта) 1897 года в селе Стригино (Подосиновская волость, Никольский уезд, Вологодская губерния) в семье писаря.
После окончания Ношульского начального училища в 1910 году поступил в Усть-Сысольское училище, которое в мае 1917 года окончил с золотой медалью.
Окончил в 1924 году Ленинградский горный институт. С 1929 года — доцент, а с 1937 года — профессор.
Разрабатывал проблемы минералогии и учения о рудных месторождениях и минералогии. Ученик и соратник В. И. Вернадского и А. Н. Заварицкого.
С 1937 года работал в Институте геологических наук АН СССР в Москве.
Во время войны работал в работе Комиссии по мобилизации сырьевых ресурсов страны на нужды обороны, руководил геологоразведочными работами по добыче марганца, проводившимися управлениями Комитета по делам геологии и промышленными организациями Наркомчермета, был в экспедиции в Казахской ССР.
4 декабря 1946 года избран членом-корреспондентом АН СССР в отделение геолого-географических наук.
23 октября 1953 года избран академиком АН СССР в отделение геолого-географических наук по специальности минералогия, рудные месторождения.
В 1953—1955 годах возглавлял Отдел рудных месторождений в Институте геологических наук АН СССР, оставаясь при этом и заведующим минераграфической лабораторией этого института.
С 1956 года в Институте геологии рудных месторождений, петрографии, минералогии и геохимии АН СССР в должности заведующего Лабораторией минераграфии.
Является создателем в нашей стране научной отрасли учения о рудных месторождениях — минераграфии (изучение руд под микроскопом в отражённом свете). Организовал минераграфическую лабораторию в Институте геологических наук АН СССР.
Развивал направление в исследовании руд, связанное с изучением их структур и парагенезисов минералов на основе законов физической химии и кристаллохимии. Выявил закономерное фациальное изменение в марганценосных осадках и разработал теорию образования руд марганца.
Главный редактор журнала «Геология рудных месторождений» (1958), член редколлегий журналов «Доклады Академии наук СССР» (1954), «Советская геология».

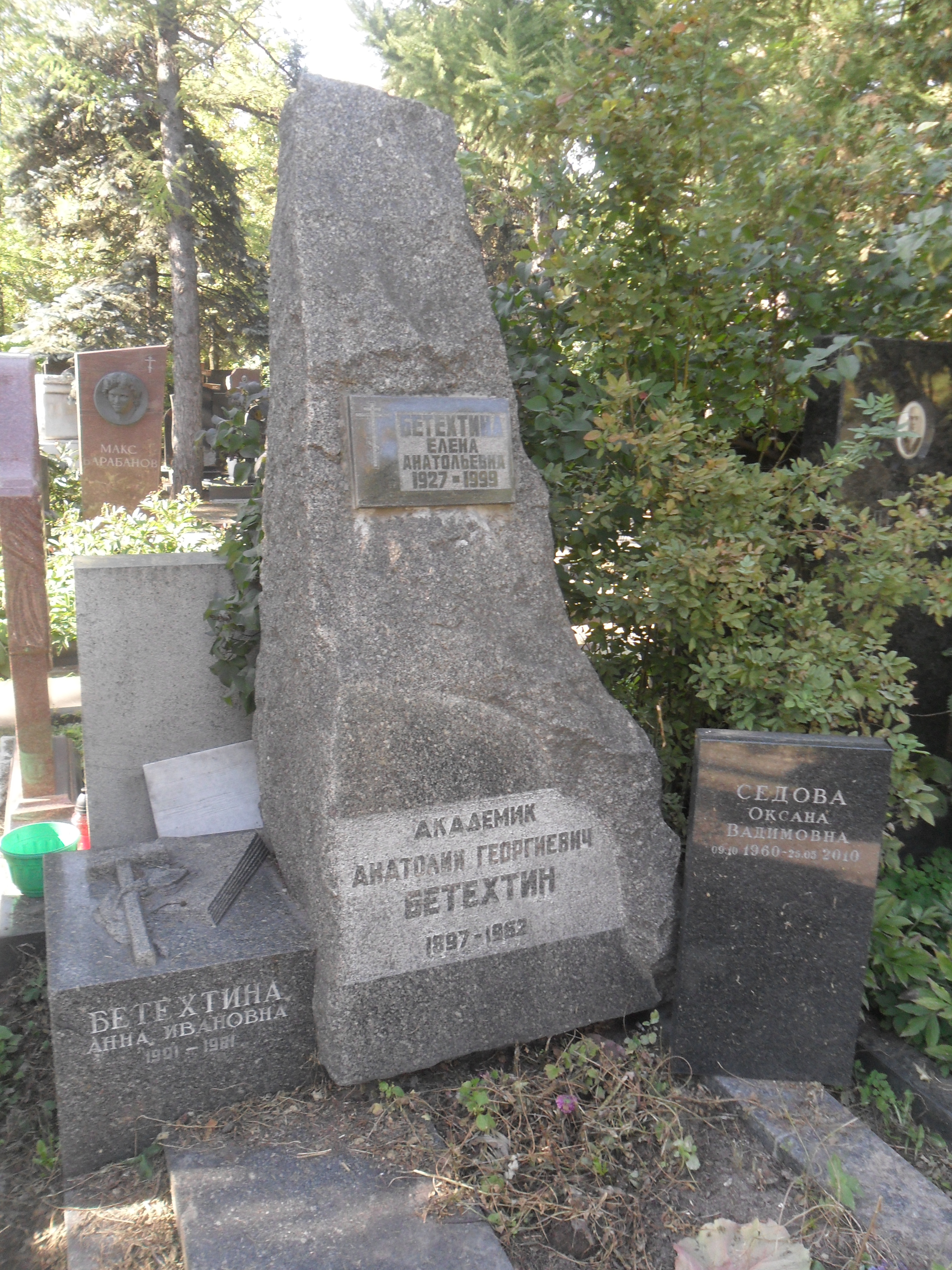
Могила А. Г. Бетехтина на Новодевичьем кладбище

Скончался 20 апреля 1962 года от инфаркта. Похоронен на Новодевичьем кладбище.

## Награды и премии
- 1945 — Орден Трудового Красного Знамени
- 1947 — Сталинская премия II степени, за разработку теории образования руд марганца
- 1953 — орден Ленина
- 1957 — Орден Трудового Красного Знамени
- 1958 — Ленинская премия, за исследования гидротермальных растворов, их природы и процессов рудообразования и монографию «Основные проблемы в учении о магматогенных рудных месторождениях» (1953)
- 1961 — Золотая медаль имени А. П. Карпинского, за выдающиеся научные работы в области геологии, петрографии и полезных ископаемых

## Членство в организациях
- Член бюро Отделения геолого-географических наук АН СССР.
- Председатель Специального ученого совета, заместитель председателя Специальной высшей аттестационной комиссии.
- Член Государственной комиссии по запасам.
- Вице-президент Всесоюзного минералогического общества (1960).
- Почётный член Уральского геологического общества.
- Член Германской академии естествоиспытателей «Леопольдина».

## Память
В честь учёного названы:
- Бетехтинит — минерал, впервые найден в 1955 году в ГДР (Мансфельд), а позднее обнаруженного на месторождении Джезказган (Казахская ССР)[6]
- Горы Бетехтина в Антарктиде в массиве Геологов Земли Мак-Робертсона (1965)
- Хребет Бетехтина в массиве Вольтат (Земля Королевы Мод, 71°55′ ю.ш., 11°35′ в.д., хребет открыт и нанесён на карту в 1961 г. Советской Антарктической экспедицией, название присвоено не позже 1965 г.)[7][8]
- В 1988 году на здании Института геологии КНЦ УрО РАН (Сыктывкар, ул. Первомайская, 24) открыта мемориальная доска А. Г. Бетехтину[9].